# Felix Hausdorff
 "Hausdorff" omdirigeres hertil. For den topologiske egenskab, se Hausdorffrum.
Felix Hausdorff (født 8. november 1868, død 26. januar 1942) var en tysk matematiker, der betragtes som en af grundlæggerne af moderne topologi og som kom med vigtige bidrag til mængdelære, målteori, kompleks analyse og funktionalanalyse.

## Liv
Hausdorff studerede ved Universität Leipzig og opnåede sin ph.d.-grad i 1891. Han underviste i matematik i Leipzig indtil 1910, hvor han blev professor i matematik ved Rheinische Friedrich-Wilhelms-Universität Bonn. Han blev ansat som professor ved Greifswald Universitet fra 1913 til 1921, hvorefter han rejste tilbage til Bonn. Da nazisterne kom til magten, mente den jødiske Hausdorff, at han, som en respekteret professor, ville undgå forfølgelse, men hans abstrakte matematik blev fordømt som "jødisk", ubrugelig og "ikke-tysk", og han mistede sin position i 1935. Selvom han ikke længere kunne udgive artikler i Tyskland, fortsatte Hausdorff som aktiv i matematisk forskning, og han udgav sine forskningsresultater i det polske tidsskrift Fundamenta Mathematicae. Da forfølgelsen af jøder eskalerede efter Krystalnatten i 1938, blev Hausdorff yderligere isoleret, og da han i 1942 ikke længere kunne undgå at blive sendt til en koncentrationslejr, begik han, sammen med sin kone og svigerinde, selvmord.

## Forskning
Hausdorff var den første, der generaliserede Cantors kontinuumshypotese; hans alephhypotese, der er at finde i hans artikel fra 1908, Grundzüge einer Theorie der geordneten Mengen, er ækvivalent til hvad der i dag kaldes den generaliserede kontinuumshypotese.
I 1909, da han studerede partielt ordnede mængder, nåede han frem til, hvad der kendes som Hausdorffs maksimalitetsprincip, og han var den første, der anvendte et maksimalitetsprincip i algebra.
I hans klassiske udgivelse fra 1914, Grundzüge der Mengenlehre, definerede og studerede han partielt ordnede mængder abstrakt; ved at bruge udvalgsaksiomet viste han, at enhver partielt ordnet mængde har en maksimal lineært ordnet delmængde. I samme bog aksiomatiserede han det topologiske begreb om omegne, og han introducerede de topologiske rum, der i dag kaldes Hausdorffrum.
Ved at bruge udvalgsaksiomet, beskrev han i 1914 en "paradoksal" opdeling af 2-kuglen som den disjunkte forening af fire mængder, A, B, C, og Q, hvor Q er tællelig, og mængderne A, B, C, og B ∪ C er parvis kongruente. Denne opdeling var senere inspiration til Banach-Tarski-paradokset.
Han introducerede desuden begreberne Hausdorffmål og Hausdorffdimension, der har været anvendelige i fraktalteori, og han løste i analyse hvad der nu kaldes Hausdorffs momentproblem.
Endvidere publicerede han også filosofiske og litterære værker under pseudonymet "Paul Mongré".

## Vigtige udgivelser
- Grundzüge der Mengenlehre